# 唐纳森理论
数学的规范理论中，唐纳森理论是用反自偶瞬子的模空间进行的光滑4-流形的拓扑研究。西蒙·唐纳森 (1983)证明了唐纳森定理，限制了紧单连通4-流形的第二上同调群上可能的二次型。从定理可以导出，存在异R4，光滑h-配边定理在4维失效。因此，唐纳森理论的结果依赖于有微分结构的流形，对大部分拓扑4-流形不成立。
唐纳森理论中的许多定理现在都可用塞伯格-威滕理论更轻松地证明，不过仍留有一些未解决问题，如威滕猜想、阿蒂亚–弗洛尔猜想等。